# Bilice (Šibenik-Knin)
Pour les articles homonymes, voir Bilice.
Bilice (en italien, Santa Caterina) est un village et une municipalité située en Dalmatie, dans le comitat de Šibenik-Knin, en Croatie. Au recensement de 2001, la municipalité comptait 2 179 habitants.
Bilice a obtenu le statut de municipalité le 17 décembre 2002, elle dépendait avant de la ville de Šibenik.

## Localités
La municipalité compte 5 localités : Novo Naselje, Podlukovnik, Podtrtar, Stubalj et Vrulje.